# Trophée du joueur le plus gentilhomme
Le Trophée du joueur le plus gentilhomme est un trophée de hockey sur glace. Il est remis annuellement depuis la saison 1999-2000 au joueur considéré comme ayant le meilleur esprit sportif tout en conservant des performances remarquables en tant que joueur dans la Ligue nord-américaine de hockey.

## Récipiendaires du trophée
| Saison    | Vainqueur                        | Équipe                                                         |
| --------- | -------------------------------- | -------------------------------------------------------------- |
| 1999-2000 | Jean Imbeau                      | Condors de Jonquière                                           |
| 2000-2001 | Michel Mongeau                   | Mission de Joliette                                            |
| 2001-2002 | Martin Chouinard                 | As de Québec                                                   |
| 2002-2003 | Claude Savoie                    | Prolab de Thetford Mines                                       |
| 2003-2004 | Michel Mongeau                   | Chiefs de Laval                                                |
| 2004-2005 | Michel Picard                    | Prolab de Thetford Mines                                       |
| 2005-2006 | Dominic Chiasson                 | Dragons de Verdun                                              |
| 2006-2007 | Hugo Bélanger                    | Mission de Sorel-Tracy                                         |
| 2007-2008 | Hugo Bélanger                    | Mission de Sorel-Tracy                                         |
| 2008-2009 | Chad Lacasse Steve Larouche      | CIMT de Rivière-du-Loup Lois Jeans de Pont-Rouge               |
| 2009-2010 | Jesse Bélanger                   | CRS Express de Saint-Georges                                   |
| 2010-2011 | Jesse Bélanger Alexandre Jacques | Cool FM 103,5 de Saint-Georges Caron et Guay de Trois-Rivières |
| 2011-2012 | Steve Brulé                      | Marquis de Saguenay                                            |
| 2012-2013 | Michel Ouellet                   | Isothermic de Thetford Mines                                   |
| 2013-2014 | Thomas Beauregard                | Viking de Trois-Rivières                                       |
| 2014-2015 | Juraj Kolnik                     | Prédateurs de Laval                                            |
| 2015-2016 | Thomas Beauregard                | Blizzard CNS de Trois-Rivières                                 |
| 2016-2017 | Nicolas Corbeil                  | Blizzard de Trois-Rivières                                     |
| 2017-2018 |                                  |                                                                |
| 2018-2019 | Nicolas Corbeil                  | Pétroliers du Nord                                             |